# Lodovico Grossi da Viadana
Lodovico Grossi da Viadana (Viadana, ca.1560  – Gualtieri, 2 mei 1627) was een Italiaans componist en monnik.  Hij was een van de eerste componisten van concerterende kerkmuziek.
Viadana was een leerling van Porta. Hij werkte als kapelmeester aan de Dom van Mantua (tot 1609) en vervolgens in soortgelijke betrekkingen te Fano en Venetië.
Ten slotte keerde hij naar Mantua terug. In 1596 werd hij Franciscaner monnik. In oude geschiedenisboeken dicht men Viadana de 'uitvinding' van de basso continuo-praktijk toe.
Volgens een 18e-eeuws document nam hij de naam Viadana toen hij bij de franciscanen intrad.  Hij was maestro di cappella te Mantua en was later werkzaam in onder meer San Luca, Cremona en Concordia Sagittaria bij Venetië en Bologna waar hij als diffinitor aangesteld was.  Later moest hij vanwege ruzie met andere kloosterleden Viadana verlaten en vestigde zich eerst in Busseto en later in het klooster van San Andrea in Gualtieri, waar hij tot zijn dood bleef.
Hij was een vruchtbaar componist van kerkmuziek.  Zijn Concerti ecclesiastici op.12 (1602) is chronologisch de eerste publicatie van kerkmuziek met basso continuo.  De concerten zijn voor een, twee, drie of vier solozangers met basso continuo en zijn zo geschreven dat ze ook uitgevoerd kunnen worden als een of meer van deze stemmen ontbreken.  Bij de concerten voor drie stemmen is de basso continuo (met gedeeltelijk becijferde bas) noodzakelijk, maar die met vier solisten kunnen wel zonder basso continuo uitgevoerd worden.  Zijn Salmi a 4 cori op.27 behoren tot zijn beste werken. De concertante stijl wordt hier gebruikt door contrast tussen de vijf solostemmen, drie vierstemmige koren en instrumenten (drie orgels, chitarrone, strijkers, cornetti, fagotten en trombones).
- Biblioteca Nacional de España: XX1473460
- Bibliothèque nationale de France: cb139008339 (data)
- CiNii: DA08408423
- Gemeinsame Normdatei: 11876831X
- International Standard Name Identifier: 0000 0001 2276 8609
- Library of Congress Control Number: n84042063
- Nationale Bibliotheek van Letland: 000067322
- MusicBrainz: abd8e227-68ef-47e6-ad78-457e65c19b43
- Nationale Bibliotheek van Tsjechië: jn20040106003
- Nationale Bibliotheek van Israël: 987007277215105171
- Nederlandse Thesaurus van Auteursnamen: 09140391X
- Istituto Centrale per il Catalogo Unico: LO1V145952
- LIBRIS: 269297
- SNAC: w65h7jwg
- Système universitaire de documentation: 149971257
- Trove: 1185069
- Virtual International Authority File: 14959843